# Szokol Vilibáld
Szokol Vilibáld, névváltozatok: Villibald, Willibald (Budapest, 1888. július 7. – Budapest, 1963. november 10.) festő.

## Pályafutása
Szülei Szokol József vasesztergályos és Vaith Teréz. Középiskoláit és egyetemi tanulmányait Budapesten végezte. Az államtudományi doktorátus elnyerése után a budapesti postaigazgatóságnál teljesített szolgálatot 1906-tól 1919-ig, amikor postatitkári rangban nyugdíjba ment. Közben elvégezte a Keleti Akadémiát. Nyugdíjaztatása után 1923-ig a Képzőművészeti Főiskola növendéke volt, ahol Böhm János és Balló Ede mesterek vezetése mellett tanult. 1923. augusztus 3-án Budapesten feleségül vette Riedel Olga Irént. 1923-tól önálló műteremmel rendelkezett. Először 1924-ben a Műcsarnok Tavaszi Tárlatán szerepelt, ahol a Fray Emmy c. tanulmányfejjel tűnt fel. 
Mint portréfestő közéleti kiválóságaink egész sorát örökítette meg. Jelentékenyebb művei: Horthy Miklós kormányzó, József és Albrecht királyi hercegek, gróf Ráday Gedeon, Niczky Andrásné grófnő, Vass József miniszter, Majláth Gusztáv püspök és mások arcképei. Szokol festette a budapesti karmeliták és dömsödi templom oltárképeit. A Képzőművészek Országos Egyesületének rendes tagja, a Kupeczky Társaság alapító tagja volt.